# Adolf Freiherr von Wangenheim

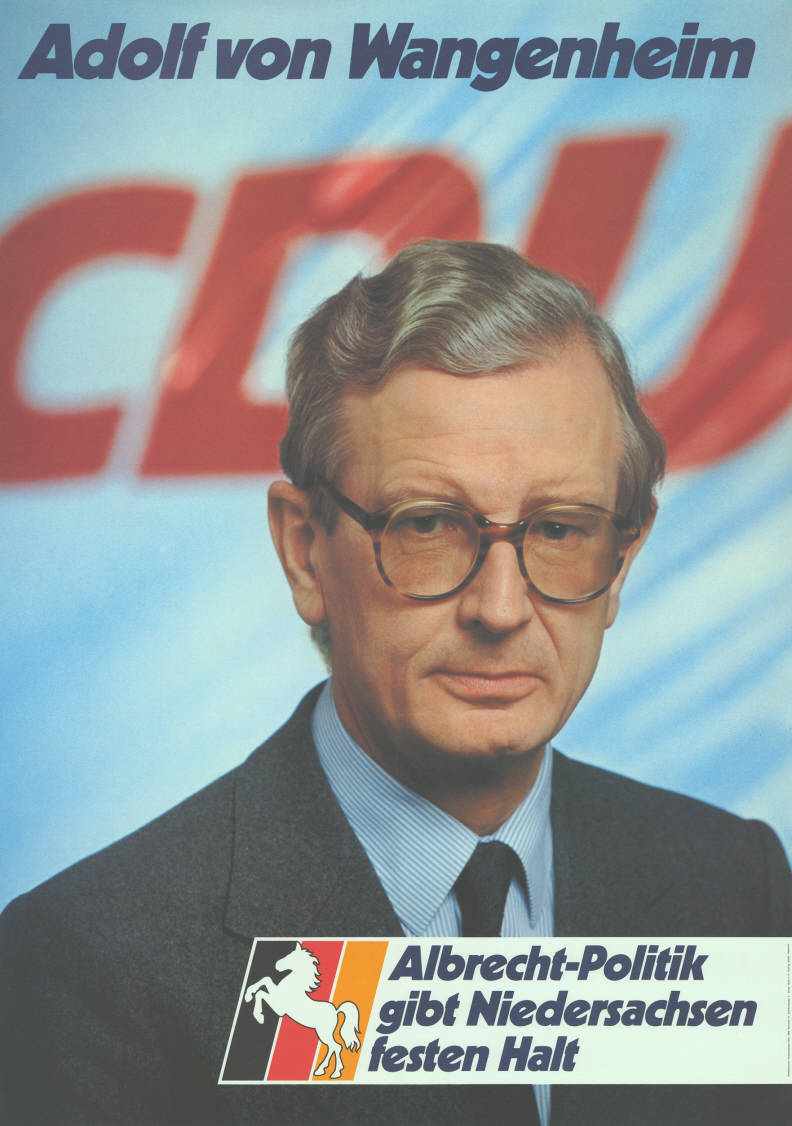
Kandidatenplakat zur Landtagswahl in Niedersachsen 1982

Adolf Freiherr von Wangenheim (* 8. Februar 1927 in Waake; † 18. September 2020 in Göttingen) war ein deutscher Politiker (CDU) aus der Familie von Wangenheim. Er war von 1975 bis 1994 Abgeordneter im Landtag von Niedersachsen.

## Leben
Adolf von Wangenheim wurde als Sohn von Walrab von Wangenheim und seiner Ehefrau Elisabeth Freiin von der Recke geboren. Er besuchte die Schule in Waake und in Göttingen. Ab 1943 wurde er als Luftwaffenhelfer eingesetzt. Am 21. Februar 1944 beantragte er die Aufnahme in die NSDAP und wurde zum 20. April desselben Jahres aufgenommen (Mitgliedsnummer 10.041.589). Außerdem war er im Reichsarbeitsdienst und bis zu seiner Entlassung aus der britischen Kriegsgefangenschaft bei der Wehrmacht. 1945 begann er eine Ausbildung in der Land- und Forstwirtschaft und beendete diese 1949 als Landwirtschaftsgehilfe. Danach besuchte er die Höhere Landbauschule in Witzenhausen, die er als staatlich geprüfter Landwirt beendete. Seit 1950 bewirtschaftete er den Land- und Forstwirtschaftsbetrieb in Waake, den er 1947 von seinem Vater erbte.
Seit 1955 war von Wangenheim Mitglied des Rates der Gemeinde Waake. Von 1973 bis 1976 war er Ratsherr der Samtgemeinde Radolfshausen, nunmehr als Mitglied der CDU. Für sie kandidierte er bei der Landtagswahl in Niedersachsen 1974. Zunächst errang kein Mandat, doch rückte er am 16. Juni 1975 für den verstorbenen Abgeordneten Helmut Tietje in das Landesparlament nach. Bei den folgenden drei Landtagswahlen in den Jahren 1978, 1982 und 1986 gelang ihm jeweils auf Anhieb der Einzug in den Landtag, und zwar 1978 als Direktkandidat im Landtagswahlkreis Göttingen-Land, ansonsten über die Landesliste. Mit dem Ende der 12. Wahlperiode am 20. Juni 1994 schied von Wangenheim aus dem Landtag aus. Von 1986 bis 1990 war er Vorsitzender des Unterausschusses „Prüfung der Haushaltsrechnungen“ des Ausschusses für Haushalt und Finanzen gewesen, von 1990 bis 1994 Vorsitzender des Ausschusses für Haushalt und Finanzen.
1956 wurde er in das Präsidium der Calenberg-Grubenhagenschen Landschaft gewählt, dem er bis 2006 angehörte. In dieser Eigenschaft wurde er ab 1956 auch Mitglied der Trägerversammlung der Landschaftlichen Brandkasse Hannover, dem Kernunternehmen der VGH Versicherungen. Auf diesem Weg wurde er 1962 Mitglied im Aufsichtsrat der Landschaftlichen Brandkasse und seit 1967 auch dessen Vorsitzender; 1997 schied er aus diesem Amt und dem Aufsichtsrat aus und war seitdem dessen Ehrenvorsitzender.
Als Vertreter der Calenberg-Grubenhagenschen Landschaft war er von 1994 bis 2017 Vorsitzender des Landschaftsverbandes Südniedersachsen.
1998 erhielt von Wangenheim das Große Verdienstkreuz des Niedersächsischen Verdienstordens.